# Barak Yitzhaki
Barak Yitzhaki (Ascalón, Israel; 25 de septiembre de 1984) es un futbolista israelí. Juega de delantero y su actual equipo es el Maccabi Tel Aviv de la Liga Premier de Israel. 

## Selección nacional
Ha sido internacional con la Selección de fútbol de Israel, Ha jugado 11 partidos internacionales y ha anotado 1 gol.

## Clubes
| Club                 | País    | Año       |
| -------------------- | ------- | --------- |
| Hapoel Ashkelon      | Israel  | 2001-2003 |
| Beitar Jerusalem FC  | Israel  | 2003-2008 |
| Racing Genk          | Bélgica | 2008      |
| Beitar Jerusalem FC  | Israel  | 2008-2010 |
| Maccabi Tel Aviv FC  | Israel  | 2010-2012 |
| Anorthosis Famagusta | Chipre  | 2012-2013 |

## Palmarés

### Campeonatos nacionales
| Título                 | Club                | País   | Año  |
| ---------------------- | ------------------- | ------ | ---- |
| Liga Premier de Israel | Beitar Jerusalem FC | Israel | 2007 |
| Copa de Israel         | Beitar Jerusalem FC | Israel | 2009 |
| Copa Toto              | Beitar Jerusalem FC | Israel | 2010 |